# Seznam ameriških astrologov
Seznam ameriških astrologov.

## G
- Elizabeth Greene

## H
- Rob Hand
- Max Heindel

## J
- Joyce Jillson

## S
- Sydney Omarr